# أمادو غيفارا
أمادو غيفارا (بالإسبانية: Amado Guevara) (مواليد 2 مايو 1976 في تيجوسي جالبا) لاعب كرة قدم هندوراسي يلعب حاليا لصالح نادي موتاغوا الهندوراسي.

## روابط خارجية
- أمادو غيفارا على موقع الاتحاد الدولي (مؤرشف)  (الإنجليزية)
- أمادو غيفارا على موقع الدوري الأمريكي (الإنجليزية)
- أمادو غيفارا على موقع قاعدة بيانات كرة القدم.إي يو (الإنجليزية)
- أمادو غيفارا على موقع ناشيونال فوتبول تيمز (الإنجليزية)
- أمادو غيفارا على موقع عالم كرة القدم.نت (الإنجليزية)
- أمادو غيفارا على موقع كووورة